# Warren Kealoha
Warren Paoa Kealoha (Honolulu, 3 marzo 1904 – Honolulu, 8 settembre 1972) è stato un nuotatore statunitense.
Specializzato nel dorso ha vinto la medaglia d'oro nei 100 m dorso sia ai Giochi olimpici di Anversa 1920 che a Parigi 1924.
È stato primatista mondiale dei 100 m dorso.
È diventato uno dei Membri dell'International Swimming Hall of Fame.

## Palmarès
- Olimpiadi
  - Anversa 1920: oro nei 100 m dorso.
  - Parigi 1924: oro nei 100 m dorso.